# Charbonnières-les-Bains
Charbonnières-les-Bains è un comune francese di 4 851 abitanti situato nella metropoli di Lione della regione Alvernia-Rodano-Alpi.

## Società

### Evoluzione demografica
Abitanti censiti